# Mount Byerly
Mount Byerly ist ein Berg im westantarktischen Ellsworthland. Er ragt im östlichen Teil der Nash Hills auf.
Seine Position ermittelten am 10. Dezember 1959 Teilnehmer einer US-amerikanischen Mannschaft zur Erkundung des Ellsworthlands. Namensgeber ist der US-amerikanische Seismologe Perry Byerly (1897–1978), Vorsitzender des von der National Academy of Sciences eingerichteten technischen Ausschusses für Seismologie und Gravitation im nationalen Komitee der USA zum Internationalen Geophysikalischen Jahr (1957–1958).